# Pat Cash (Rapper)
Pat Cash (bürgerlich Patrick Lange) aka Petzke ist ein deutscher Rapper aus Hamburg-Bramfeld. Er ist Mitglied der Rapformation Moqui Marbles.

## Biografie
Pat Cash ist seit 1995 als Rapper aktiv. Ein Jahr darauf gründete er mit Zaworka die Gruppe Die kreativen Köpfe. Aufgrund von Labelproblemen wurde dieses Duo jedoch kurz darauf wieder inaktiv. Im Jahr 1998 wurde gemeinsam mit Sternkopf die Dreierformation Moqui Marbles ins Leben gerufen. Schon kurze Zeit später erschien das Tape Steinzeit. Ein Jahr darauf ging die Gruppe auf deutschlandweite Tour und spielte auch am splash!-Festival. In der Blütezeit der Rapcrew, 2001, folgte nach dem Vertrag bei Eimsbush die Veröffentlichung der Maxi Morgensterne. Daraufhin folgten viele Features und Samplerbeiträge, so war die Gruppe mit einem Song auf Sleepwalkers Sampler Vorsprechtermin, welcher Platz 41 der deutschen Hitparade erreichte, vertreten. Zudem war die Gruppe mit auf der Style Liga-Tour, gemeinsam mit Hamburger Rappern wie Samy Deluxe, Die Beginner, Eins Zwo oder Ferris MC. Die EP Steinzeit-Revival wurde danach Ende des Jahres veröffentlicht. Im Jahr 2002 trennten sich Eimsbush und die Moquis. Daraufhin gründete die Gruppe das Label Wigwam Records. In Eigenregie wurde also die Maxi Kleine Melodie und anschließend das Debütalbum Das Teredeum. Nach einer Tour in Deutschland, Österreich und der Schweiz wurde diese auf der Doppel-DVD Moqui Marbles – Die DVD veröffentlicht.
Pat Cash gründete ein Jahr darauf mit Falk Hogan und DJ Strip-Taz die Gruppe Kenny. Kenny veröffentlichte kurz darauf die Single Hier issa über Wigwam Records/Sony BMG. Pat Cash begleitete Olli Banjo danach auf seiner Tour zum Album Schizogenie. Danach veröffentlichte Pat Cash am 1. September 2006 sein Debütalbum Rien ne vas plus. Vorher erschien dazu die Maxi Don't love you. Im Jahr 2008 folgte nach vier Jahren ohne Release das zweite Album von Moqui Marble, welches den Titel Zwischen Anfang und Ende trug. Darauf war unter anderem Dendemann vertreten. 2008 unterschrieb Pat Cash einen Vertrag beim Label EDEL Entertainment.
Am 12. November 2010 veröffentlichte Pat Cash das Album Nicht von schlechten Eltern.

## Diskografie
- 2002: Nur Rap (Falkadelic feat. Pat Cash & StyleLiga#5) (Maxi)
- 2006: Don't love you (Maxi)
- 2006: Rien ne vas plus
- 2010: Nicht von schlechten Eltern

### MitMoqui Marbles
- 1999: Steinzeit (Tape)
- 2001: Morgensterne (Maxi)
- 2001: Steinzeit-Revival (EP)
- 2003: Kleine Melodie (Maxi)
- 2003: Das Teredeum
- 2004: Moqui Marbles – Die DVD (DVD)
- 2008: Zwischen Anfang und Ende

### MitKenny
- 2004: Hier issa (EP)